# Horst Brunner (Philologe)
Horst Brunner (* 2. November 1940 in Braunschweig) ist ein deutscher Altgermanist. Er hatte von 1981 bis 2006 den Lehrstuhl für Deutsche Philologie, Ältere Abteilung, an der Julius-Maximilians-Universität Würzburg inne.

## Leben und Wirken
Horst Brunner studierte Germanistik, Musikwissenschaft und lateinische Philologie in Erlangen und Zürich. Die Promotion erfolgte 1966 in Erlangen mit einer neugermanistischen Arbeit über Inselvorstellungen in der Literatur. Im Jahr 1971 legte er, ebenfalls in Erlangen, seine Habilitationsschrift vor, in der er Überlieferung und Rezeption mittelhochdeutscher Sangspruchdichter untersuchte. Nach seiner Tätigkeit als Extraordinarius in Erlangen wurde er 1981 von der Universität Würzburg auf den Lehrstuhl für Deutsche Philologie berufen, den vor ihm Kurt Ruh innehatte. Horst Brunner wurde 2006 emeritiert.
Von 1984 bis 1992 war Brunner Mitglied im Sonderforschungsbereich 226 Wissensorganisierende und Wissensvermittelnde Literatur im Mittelalter. In diesem Kontext untersuchte er die Weltchronik Heinrichs von München sowie die mittelalterliche und frühneuzeitliche Trojaliteratur. Außerdem war er Sprecher der Forschungsgruppe 235 Das Bild des Krieges im Wandel vom späten Mittelalter zur frühen Neuzeit und dort Leiter des Teilprojekts zur Erforschung der Kriegsdarstellung in der deutschen Literatur des Spätmittelalters und der Frühen Neuzeit (1994–2000). Ein weiteres großes Projekt Brunners war das Repertorium der Sangsprüche und Meisterlieder des 12. bis 18. Jahrhunderts, das er gemeinsam mit Burghart Wachinger von 1986 bis 2002 in 16 Bänden herausgab.
Ihm wurde die Bene-Merenti-Medaille in Gold der Julius-Maximilians-Universität (2013) verliehen.

## Schriften (Auswahl)
Monographien
- Die poetische Insel. Inseln und Inselvorstellungen in der deutschen Literatur  (= Germanistische Abhandlungen. Band 21). Metzler, Stuttgart 1967.
- Die alten Meister. Studien zu Überlieferung und Rezeption der mittelhochdeutschen Sangspruchdichter im Spätmittelalter und in der frühen Neuzeit  (= Münchener Texte und Untersuchungen zur deutschen Literatur des Mittelalters. Band 54). Beck, München 1975, ISBN 3-406-05184-7.
- Geschichte der deutschen Literatur des Mittelalters und der Frühen Neuzeit im Überblick. 1997; aktualisierte Auflage: Reclam, Ditzingen 2019, ISBN 978-3-15-017680-1.
- Formgeschichte der Sangspruchdichtung des 12. bis 15. Jahrhunderts  (= Imagines medii aevi. Band 34). Reichert, Wiesbaden 2013, ISBN 978-3-89500-943-3.

Herausgeberschaften
- mit Siegfried Beyschlag: Die Lieder Neidharts: Texte, Melodien, Übertragungen. (= Göppinger Arbeiten zur Germanistik. Band 468). Kümmerle, Göppingen 1989, ISBN 3-87452-703-4.
- Die deutsche Trojaliteratur des Mittelalters und der frühen Neuzeit. Materialien und Untersuchungen  (= Wissensliteratur im Mittelalter. Band 3). Reichert, Wiesbaden 1990, ISBN 3-88226-473-X.
- mit Gerhard Hahn, Ulrich Müller und Franz Viktor Spechtler: Walther von der Vogelweide. Epoche, Werk, Wirkung. 1996; 2., überarbeitete Auflage. Beck, München 2009, ISBN 978-3-406-39779-0.
- Studien zur „Weltchronik“ Heinrichs von München. Band 1, Überlieferung, Forschungsbericht, Untersuchungen, Texte (= Wissensliteratur im Mittelalter. Band 29). Reichert, Wiesbaden 1998, ISBN 3-89500-032-9.
- Würzburg, der Große Löwenhof und die deutsche Literatur des Spätmittelalters (= Imagines medii aevi. Band 17). Reichert, Wiesbaden 2004, ISBN 3-89500-318-2.
- mit Mathias Herweg: Gestalten des Mittelalters. Ein Lexikon historischer und literarischer Personen in Dichtung, Musik und Kunst. Kröner, Stuttgart 2007, ISBN 978-3-520-35201-9.
- Walther von der Vogelweide. Gedichte. Auswahl. Mittelhochdeutsch/Neuhochdeutsch. Herausgegeben, übersetzt und kommentiert von Horst Brunner. Reclam, Stuttgart 2013, ISBN 978-3-15-019132-3.
- mit Niklas Holzberg: Hans Sachs. Ein Handbuch. 2 Bände. De Gruyter, Berlin 2020, ISBN 978-3-11-063279-8.
- mit Burghart Wachinger: Oswald von Wolkenstein – Lieder. Text, Übersetzung, Melodien, Kommentar. De Gruyter, Berlin 2024, ISBN 978-3-11-134214-6.
- mit Dorothea Klein: Der Wilde Alexander. Melodien, Texte, Übersetzungen, Kommentar. Reichert, Wiesbaden 2024, ISBN 978-3-7520-0777-0.